# Tennis tavolo ai I Giochi giovanili dell'Asia dell'est
Le competizioni di tennis tavolo ai I Giochi giovanili dell'Asia dell'est si sono svolte dal 17 al 21 agosto 2023 a Ulan Bator, in Mongolia.

## Podi
| Evento              | Oro                        | Argento                   | Bronzo                           |
| Singolare maschile  | Huang Youzheng             | Wen Ruibo                 | Kim Gaon                         |
| Singolare maschile  | Huang Youzheng             | Wen Ruibo                 | Yang Hao-jen                     |
| Singolare femminile | Lee Daeun                  | Kim Seongjin              | Yeh Yi-tian                      |
| Singolare femminile | Lee Daeun                  | Kim Seongjin              | Sachi Aoki                       |
| Doppio maschile     | Lee Hoyun Kim Gaon         | Yang Hao-jen Yang Chia-an | Huang Youzheng Wen Ruibo         |
| Doppio maschile     | Lee Hoyun Kim Gaon         | Yang Hao-jen Yang Chia-an | Kazuki Yoshiyama Tamito Watanabe |
| Doppio femminile    | Peng Yu-han Chang Pei-shan | Wang Yiduo Wang Xiaonan   | Sachi Aoki Misuzu Takeya         |
| Doppio femminile    | Peng Yu-han Chang Pei-shan | Wang Yiduo Wang Xiaonan   | Saya Yamamuro Senri Tsukasa      |
| Doppio misto        | Huang Youzheng Wang Yiduo  | Wen Ruibo Yan Yutong      | Lee Hoyun Lee Daeun              |
| Doppio misto        | Huang Youzheng Wang Yiduo  | Wen Ruibo Yan Yutong      | Lee Donghyeok Yoo Yerin          |
| Squadra maschile    | Cina                       | Corea del Sud             | Taipei cinese                    |
| Squadra femminile   | Corea del Sud              | Giappone                  | Taipei cinese                    |